# Wanaparthi
Wanaparthi là một thị xã và là một nagar panchayat của quận Mahbubnagar thuộc bang Andhra Pradesh, Ấn Độ.

## Nhân khẩu
Theo điều tra dân số năm 2001 của Ấn Độ, Wanaparthi có dân số 50.262 người. Phái nam chiếm 51% tổng số dân và phái nữ chiếm 49%. Wanaparthi có tỷ lệ 63% biết đọc biết viết, cao hơn tỷ lệ trung bình toàn quốc là 59,5%: tỷ lệ cho phái nam là 71%, và tỷ lệ cho phái nữ là 54%. Tại Wanaparthi, 13% dân số nhỏ hơn 6 tuổi.